# Euphumosia metallea
Euphumosia metallea är en tvåvingeart som beskrevs av Paramonov 1961. Euphumosia metallea ingår i släktet Euphumosia och familjen spyflugor. Inga underarter finns listade i Catalogue of Life.